# Irish Open 1983
Die Irish Open 1983 im Badminton fanden vom 18. bis zum 19. Februar 1983 in Dublin statt.

## Finalresultate
| Disziplin    | Sieger                           | Finalist                         | Ergebnis           |
| ------------ | -------------------------------- | -------------------------------- | ------------------ |
| Herreneinzel | Joe Ford                         | Graeme Robson                    | 17-16, 12-15, 15-8 |
| Dameneinzel  | Pamela Hamilton                  | Toni Whittaker                   | 6-11, 11-7, 11-3   |
| Herrendoppel | Billy Gilliland Dan Travers      | John McArdle Barry Coffey        | 15-2, 15-4         |
| Damendoppel  | Fiona Elliott Jill Pringle       | Pamela Hamilton Christine Heatly | 15-13, 15-8        |
| Mixed        | Billy Gilliland Christine Heatly | Dan Travers Pamela Hamilton      | 15-5, 15-12        |